# Székely Béla (politikus)
Székely Béla (1902-ig Weisz Béla, Budapest, 1889. július 17. – Vlagyivosztok, 1939. január 10.) banktisztviselő, kommunista politikus, a Forradalmi Kormányzótanács tagja.

## Élete
Weiss Áron József és Gelb Cecília fiaként született magyarországi zsidó családban. Az 1900-as évek elején belépett az MSZDP-be, amelyben a baloldali ellenzékhez csatlakozott. A szakszervezeti mozgalomban ő szervezte a banktisztviselőket, s tevékenyen részt vett a KMP megalakításában, amelynek a kezdetektől fogva tagja volt. 1919. február 20-án a kormány utasítására a budapesti főkapitány, Dietz Károly Kun Béla és mások közt őt is letartóztatta. 1919. március 6-án szabadult. A Tanácsköztársaság idején helyettes pénzügyi népbiztos április elejéig (a helyettesi intézmény megszüntetéséig), majd április 5-től június 24-ig valódi pénzügyi népbiztos volt. 1919. május 3-án Budapesten, az Erzsébetvárosban házasságot kötött Ballagi Klárával, Bloch Artúr és Spitzer Eleonóra lányával. Később beválasztották a Szövetséges Központi Intéző Bizottságba. A diktatúra bukása után Bécsbe emigrált, ahol részt vett a KMP újraszervezésében, és tagja lett a párt ideiglenes intéző bizottságának. 1925-től 1930-ig a Szovjetunió bécsi, 1930 és 1933 között pedig berlini kereskedelmi kirendeltségének volt munkatársa. Berlini tartózkodása alatt Németország Kommunista Pártja munkáját segítette. 1933-ban a Szovjetunióba költözött, és a külkereskedelemben működött. 